# Michel Sauer
Michel Sauer (* 28. Februar 1949 in Titisee-Neustadt) ist ein deutscher Bildhauer und ehemaliger Hochschullehrer.

## Biografie
Michael Sauer wurde in Titisee-Neustadt geboren und studierte an der Staatlichen Akademie der Bildenden Künste Karlsruhe bei Horst Antes, Horst Egon Kalinowski, Emil Schumacher. 1992 bis 1994 wurde er zu Gastlehraufträgen an die Herriott Watt University in Edinburgh eingeladen. Seit 1994 lehrte er bis zu seiner Pensionierung 2014 als Professor für Kunst mit Schwerpunkt Plastik an der Universität Siegen. Er lebt und arbeitet in Düsseldorf.

## Preise
- 1972 Kunstpreis Junger Westen, Recklinghausen
- 1976 Förderpreis des Landes NRW
- 1977 Förderpreis der Stadt Düsseldorf
- 1980 Villa-Massimo-Stipendium Rom
- 1994 Villa-Romana-Preis, Florenz

## Ausstellungen (Auswahl)
- 2020 Galerie annex 14, Bern/Zürich (2008–2020) (G)
- 2019 „Der Traum der Bibliothek“, Museum für Gegenwartskunst, Siegen (G)
- 2019 „d-polytop“, Kunsthalle Düsseldorf (G)
- 2018 „studiolo“, Skulpturenmuseum Glaskasten, Marl (E) (K)
- 2017 „Depot“, KW Mobil, Kunstmuseen Krefeld, Krefeld (E)
- 2017 „70 Jahre Junger Westen“, Museum DKM, Duisburg, (G)
- 2017 „Kategorie und Maßstabwechsel“, Universität Siegen (E)
- 2016 „Das Abenteuer unserer Sammlung“, Kunstmuseen Krefeld, Krefeld (G)
- 2014 „Was Modelle können“, Museum für Gegenwartskunst, Siegen (G)
- 2014 „Lens-based Sculpture“, Die Veränderung der Skulptur durch die Fotografie, Akademie der Künste, Berlin (G)
- 2010 „Besuch bei Verwandten“, Museum für Gegenwartskunst, Siegen, (mit Judith Samen, Thomas Bechinger)
- 2007 Kunsthaus NRW, Aachen-Kornelimünster, (mit Dorothee Joachim)
- 1999 Museum für Neue Kunst, Freiburg (E) (K)
- 1996 „Dialoglar“, Kemal Atatürk-Kulturzentrum, Istanbul, Türkei (G)
- 1996 Sprengel Museum, Hannover (E) (K)
- 1994 Neuer Aachener Kunstverein (E) (K)
- 1994 Städtische Galerie Lüdenscheid (E) (K)
- 1991 galerie de Zaal, Delft, Niederlande (1991–2019) (E/G)
- 1990 Galerie Elke Dröscher, Hamburg (1990–2002) (E)
- 1988 Overbeck-Gesellschaft, Lübeck (E) (K)
- 1988 Kunstverein Düsseldorf (E) (K)
- 1987 Galerie E. u. O. Friedrich, Bern (E)
- 1987 Kunsthalle zu Kiel (E) (K)
- 1985 Galerie Philippe Casini, Paris, Frankreich (1985–1998) (E)
- 1985 Museum Abteiberg, Mönchengladbach (E) (K)
- 1984 Shimada Gallery, Yamaguchi, Japan (1987, 1990) (E)
- 1977 „Über Fotografie“, Westfälischer Kunstverein, Münster (G)
- 1977 Kunsthalle zu Kiel (E) (K)
- 1976 Museum Haus Lange, Krefeld (E) (K)
- 1974 Galerie Schmela, Düsseldorf (1974–1990) (E)